# Coleman Scott
Coleman Scott (Waynesburg, 19 aprile 1986) è un lottatore statunitense, specializzato nella lotta libera.

## Palmarès
- Giochi olimpici

Londra 2012: bronzo nella lotta libera 60 kg.